# لوسیا (خواننده)
لوسیا (به انگلیسی: Lucía) با نام کامل ماریا ایزابل لاینروس رودریگز (به انگلیسی: María Isabel Lineros Rodríguez) (زاده ۲ آوریل ۱۹۶۴) خواننده اسپانیایی است.
او نماینده اسپانیا در مسابقه آواز یوروویژن ۱۹۸۲ بود .